# Лотай Церинг
Лотай Церинг (дзонг-кэ བློ་གྲོས་ཚེ་རིང; род. 10 мая 1969, Тхимпху) — бутанский политический деятель. Занимал пост премьер-министра страны в 2018—2023 годах. С 14 мая 2018 года по 2025 год являлся председателем Объединённой партии Бутана, получившей наибольшее количество голосов во время выборов 2018 года в Национальную ассамблею Бутана. 1 октября 2024 года назначен губернатором Гелепху. 

## Ранний период жизни и образование
Родился в 1969 году в посёлке Далуха, гевог Меванг, провинция Тхимпху в обычной семье.
Получил образование в Пунахской средней школе и в Колледже Шерубце. Затем обучался в медицинском колледже Маймансингха при Даккском университете Бангладеш, в 2001 году став бакалавром наук. В 2007 году изучал урологию в медицинском колледже штата Висконсин (США), благодаря стипендии Всемирной организации здравоохранения. По возвращении в Бутан стал единственным практикующим урологом в стране. В 2010 году проходил обучения в области эндоурологии в больнице общего профиля Сингапура и Университете Окаяма в Японии. В 2014 году получил степень магистра делового администрирования в Университете Канберры, Австралия.

## Личная жизнь
Лотай Церинг женат, имеет дочь. Во время работы в больнице Монгара удочерил девочку и усыновил мальчика.

## Профессиональная карьера
Лотай Церинг работал хирургом в Национальном госпитале Тхимпху и Монгарской региональной больнице, а также 11 лет был консультантом-урологом в Национальном госпитале Тхимпху. Уплатил около 6,2 миллиона нгултрумов в Королевскую комиссию гражданской службы для возможности заняться политической деятельностью и прекратил медицинскую практику.

## Политическая карьера
В 2013 году принял участие в Выборах в Национальную ассамблею Бутана, но его партия не прошла в следующий тур. 14 мая 2018 года Лотай Церинг получил 1155 голосов и был избран председателем Объединённой партии Бутана всего за пять месяцев до парламентских выборов.
В 2018 году был избран на выборах в Национальную ассамблею Бутана в качестве кандидата Объединённой партии Бутана от округа Южный Тхимпху, получив 3662 голосов. В 2018 году его партия впервые попала в Национальную ассамблею, получив наибольшее количество мест, а Лотай Церинг стал премьер-министром страны.

## Премьер-министр
7 ноября 2018 года сменил на посту премьер-министра Церинга Тобгая и был приведен к присяге в качестве третьего демократически избранного премьер-министра Бутана. 27 декабря 2018 года прибыл с трёхдневным визитом в Индию, что стало его первой зарубежной поездкой после вступления в должность. 3 ноября 2018 года Лотай Церинг объявил о назначениях в кабинете министров.

## Награды
- В 1991 году награждён золотой медалью отца Уильяма Маккея за академические успехи в Шерубце[2][8].
- В 2005 году Далай-лама XIV вручил награду «Невоспетый герой сострадания»[8][2].
- В 2017 году был награждён королём Джигме Кхесар Намгьял Вангчук орденом Druk Thuksey за «самоотверженное и самоотверженное служение нашему королю, нашей стране и нашему народу»[8][2].
- В 2018 году получил кабни от короля Джигме Кхесара Намгьяла Вангчука[20].